# Izba rozmyślań
Izba rozmyślań − pomieszczenie w loży wolnomularskiej, w której kandydat na wolnomularza przygotowuje się do inicjacji.
Z reguły jest to niewielkie i mroczne pomieszczenie ozdobione napisami o symbolicznej treści, w którym znajdują się:
- kogut (symbol pojawienia się światła),
- kosa (symbol śmierci),
- sól (symbol złączenia wody i ognia),
- siarka (symbol aktywnych sił przyrody),
- rtęć (symbolizująca bierne siły przyrody),
- klepsydra (znak odwracalności czasu),
- chleb (oznaczający przemianę tego co surowe w to co przygotowane)
- woda (przedstawiająca płodność).

Inicjowany spisuje w niej swój testament filozoficzny. Izba rozmyślań występuje w Rycie Szkockim, Dawnym i Uznanym oraz w lożach i obediencjach Europy kontynentalnej.